# Psilocerea insularia
Psilocerea insularia är en fjärilsart som beskrevs av Paul Mabille 1880. Psilocerea insularia ingår i släktet Psilocerea och familjen mätare. Inga underarter finns listade.